# Samson en Marie
Samson en Marie is een duo dat in 2019 is ontstaan uit de Vlaamse kinderfranchise Samson en Gert. Samson is een klapbekpop in de vorm van een hond, die bediend wordt met de hand en de stem van Dirk Bosschaert. De rol van Marie, het baasje van Samson, wordt vertolkt door Marie Verhulst.

## Ontstaan
Op 2 april 2019 kondigde Gert Verhulst aan dat hij na dertig jaar zou stoppen met de rol van Samsons baasje Gert en in de reeks Kerstshows van het seizoen 2019-2020 voor de laatste keer zou optreden met Samson. Op 21 december 2019 werd tijdens de eerste show Samsons extra baasje voorgesteld: Marie, vertolkt door Marie Verhulst. Zij volgt Gert op in nieuwe producties rond Samson. Er werd een nieuwe televisieserie gemaakt voor de jeugdzender Ketnet, waar ook de programma's rond Samson en Gert te zien zijn.

## Live-optredens
| Nr. | Titel                                  | Looptijd                                               | Locatie                                                      | Regie                       | Spelers |
| --- | -------------------------------------- | ------------------------------------------------------ | ------------------------------------------------------------ | --------------------------- | --- |
| 1   | Samson en Gert Afscheidsshow           | 21 december 2019 – 16 april 2022                       | Studio 100 Pop-Up Theater Puurs                              | Stefan Staes, Gert Verhulst | Dirk Bosschaert (Samson), Gert Verhulst (Gert), Koen Crucke (Albert Vermeersch), Walter De Donder (burgemeester), Walter Baele (Eugène Van Leemhuyzen), Marie Verhulst (Marie)                  |
| 2   | Samson en Marie het Theaterspookje     | - 26 december 2022 – 8 januari 2023 - 25 februari 2023 | Verschillende theaters in (voornamelijk) België en Nederland | Stefan Staes, Gert Verhulst | Dirk Bosschaert (Samson), Marie Verhulst (Marie), Koen Crucke (Albert Vermeersch), Walter De Donder (burgemeester), Walter Baele (Eugène Van Leemhuyzen), Ellen Verest (Sponky)                 |
| 3   | Samson en Marie Kerstshow 2023-2024    | 23 december 2023 – 7 januari 2024                      | Verschillende theaters in (voornamelijk) België en Nederland | Stefan Staes                | Dirk Bosschaert (Samson), Marie Verhulst (Marie), Walter De Donder (burgemeester), Michiel De Meyer (brandweerman Bill), Martine de Jager (bakkerin Florentine), Barbara Verbergt (Zippy)       |
| 4   | Samson en Marie Kerstshow - Circusshow | 21 december 2024 - 1 juni 2025                         | Verschillende theaters in België en Nederland                | Stefan Staes                | Dirk Bosschaert (Samson), Marie Verhulst (Marie), Walter De Donder (burgemeester), Michiel De Meyer (brandweerman Bill), Martine de Jager (bakkerin Florentine), Gert De Schepper (De Minister) |

## Muziek
Op 23 december 2019 kwam de eerste single van het duo uit, getiteld Samson en Marie. De videoclip verscheen op 10 januari 2020. Op 24 juni 2020 kwam de tweede single uit: Grote rode luchtballon. Op 23 september kwam het eerste oude nummer dat opnieuw is ingezongen, Samsonrock, uit en op 25 september de videoclip daarvan. Op 25 november kwam de tweede oude single, Alles is op, uit en op 27 november de videoclip. Op 20 januari kwam de derde oude single, De wereld is mooi, uit en op 22 januari de videoclip. Op 25 september kwam het eerste album, Samson en Marie, uit met vijf singles en nog zeven andere liedjes die eerst van Samson en Gert waren.
In 2024 namen ze deel aan The Masked Singer op VTM. Ze waren er gekleed als Space Babe en Scooter.

## Televisieserie
In een reeks van korte filmpjes die vanaf september 2020 in Vlaanderen wordt uitgezonden op Ketnet en vanaf oktober 2020 in Nederland op NPO Zappelin, trekken Samson (Dirk Bosschaert) en Marie (Marie Verhulst) er samen op uit in een campingbusje. In elke aflevering van ongeveer 5 minuten beleven ze een afgerond avontuur. Zijzelf zijn de centrale figuren in de reeks. Voorts zijn er ook gastoptredens van de personages Alberto Vermicelli (Koen Crucke), Eugène Van Leemhuyzen (Walter Baele) en  meneer de burgemeester (Walter De Donder), die tevens meespeelden in de televisieserie Samson en Gert.
Op 1 september 2022 begon het tweede seizoen van Samson en Marie, met als titel Samson en Marie: IJsjestijd in Vlaanderen en vanaf 7 november 2022 in Nederland. In deze serie begint het duo met een ijssalon en nieuwe vrienden. Oude gekende Walter De Donder doet opnieuw mee als de burgemeester, naast nieuwe figuren zoals Michiel De Meyer als brandweerman Bill, Martine de Jager als bakkerin Florentine, Goele De Raedt als kunstenares Trees en Samir Hassan als turnleraar Tarik.